# Alcelaphus buselaphus cokii
Alcelaphus buselaphus cokii је подврста хартбиста, врсте сисара из породице говеда (Bovidae). 

## Распрострањење
Ареал подврсте покрива већи број држава.

## Угроженост
Ова подврста је наведена као последња брига, јер има широко распрострањење и чест је таксон.